# ليو يانغ (لاعب كرة قدم صيني)
ليو يانغ (بالصينية: 刘洋) (9 فبراير 1991 في الصين - ) هو لاعب كرة قدم صيني في مركز الدفاع. لعب مع شاندونغ لونينغ ونادي غويزهو رينهي ونادي ووهان.

## وصلات خارجية
- ليو يانغ على موقع قاعدة بيانات كرة القدم.إي يو (الإنجليزية)
- ليو يانغ على موقع Soccerway.com (الإنجليزية)